# Asnières-sur-Seine
Asnières-sur-Seine (pronunciación en francés: /anjɛʁ syʁ sɛn/) es una comuna francesa situada en el departamento de Altos del Sena, de la región de Isla de Francia. Pertenece a la Metrópolis del Gran París. 

## Geografía

Situación de Asnières en la Petite-Couronne parisina.

Es una villa que bordea al río Sena, y está ubicada en periferia noroeste de París.

## Historia
La especificación sur-Seine se añadió al nombre de la comuna en 1968.

## Demografía
| 345 | 334 | 316 | 386 | 702 | 556 | 925 | 1 186 | 1 822 | 3 213 | 5 455 | 6 236 | 8 278 | 11 352 | 15 203 | 19 575 | 24 317 | 31 336 | 36 482 | 42 583 | 49 607 | 52 609 | 63 654 | 71 831 | 72 273 | 77 838 | 81 768 | 80 113 | 75 431 | 71 077 | 71 850 | 75 837 | 82 351 | 81 666 | 83 376 | 86 020 | 85 191 |
| Para los censos de 1962 a 1999 la población legal corresponde a la población sin duplicidades (Fuente: INSEE [Consultar]) |     |     |     |     |     |     |       |       |       |       |       |       |        |        |        |        |        |        |        |        |        |        |        |        |        |        |        |        |        |        |        |        |        |        |        |        |

Forma parte de la aglomeración urbana de París.

## Educación
La ciudad administra 19 guarderías y 16 escuelas primarias comunales, además de las 4 escuelas primarias privadas.
El departamento gestiona cuatro colegios públicos (Malraux, Renoir, Truffaut y Voltaire) y tres escuelas privadas (Sainte-Geneviève, Saint-Joseph y Chambertin), incluida la escuela secundaria Malraux clasificada como zona de educación prioritaria (ZEP).
La región de Île-de-France gestiona tres escuelas secundarias públicas (la escuela secundaria vocacional Prony, la escuela secundaria general y tecnológica Auguste-Renoir y la escuela secundaria adaptada Martin-Luther-King) así como la escuela secundaria privada Sainte-Geneviève